# سئور اویاتا
سئور اویاتا (روسی: Суор-Уята) یک رشته‌کوه در استان یاقوتستان کشور روسیه است.